# 九龍巴士76S線
九龍巴士76S線是香港的一條特別巴士路線，只在清明節及重陽節期間行走，來往粉嶺站及和合石。

## 歷史
- 1983年10月9日（重陽節）：投入服務，原稱70R，由於當時粉嶺站距離和合石甚遠，配合九廣鐵路（今港鐵東鐵綫路段）全面電氣化及和合石鐵路支線停用，作為替代和合石鐵路的接駁服務。總站位於粉嶺車站路附近，取道大埔公路粉嶺段（現稱馬會道，當時在黃崗山以南近塘坑路口有一平交道，大埔公路粉嶺段通過該處平交道跨過九廣鐵路連接和合石及黃崗山，後於九廣鐵路全面電氣化前改建爲現今的行車天橋）。[2]
- 1989年9月：總站遷往百和路，並取道百和路及華明路。
- 1997年10月：改稱76S，總站遷回粉嶺車站路。
- 1999年3月：總站再次遷往百和路。
- 2000年10月：改為全空調服務[3]。
- 2022年10月：增設來往和合石（橋頭路）之特別班次[4]。
- 2023年4月：原有來往和合石（橋頭路）之特別班次獨立編號為73S[5]。

## 服務時間
- 服務會在經通知後取消或縮減
- 班次會因應需求略作調整
- 只在清明節及重陽節期間行走

76S
- 粉嶺站開:07:00-17:00（20-30分鐘一班）
- 和合石開:07:30-17:30（20-30分鐘一班）

73S
- 粉嶺站開:07:00-17:00（20-30分鐘一班）
- 和合石開:07:30-17:30（20-30分鐘一班）

## 途經街道
73S/76S
粉嶺站開經：百和路、華明路、銘賢路及橋頭路。

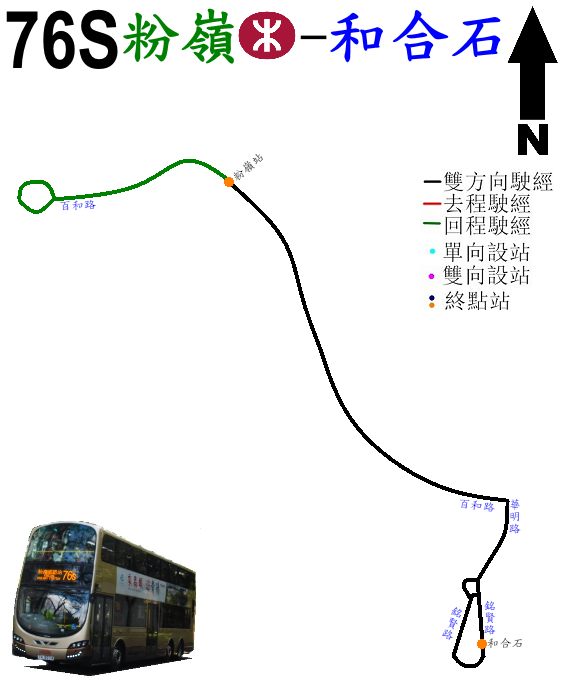
此線的走線圖

和合石開經：橋頭路、銘賢路、華明路、百和路、迴旋處及百和路。
有粗體字道路祇限73S使用。

### 車站一覽
73S/76S
| 粉嶺站開 | 粉嶺站開 | 粉嶺站開 | 和合石開 | 和合石開 | 和合石開 |
| 車站     | 車站名稱 | 位置     | 車站     | 車站名稱 | 位置     |
| -------- | -------- | -------- | -------- | -------- | -------- |
| 1        | 粉嶺站   | 百和路   | 1        | 和合石   | 銘賢路   |
| #        | 和合石   | 橋頭路   | #        | 和合石   | 橋頭路   |
| 2        | 和合石   | 銘賢路   | 2        | 粉嶺站   | 百和路   |

- 註：73S不停靠有*號之車站，有#號之車站只限73S線停靠。

## 收費
- 全程收費：$5.4

| - 本線設有12歲以下小童及65歲或以上長者半價優惠。 - 65歲或以上香港居民使用「樂悠咭」，以及12歲以下合資格殘疾兒童使用「殘疾人士身份」個人八達通繳付車資，均可享有每程$2.0或半價（以較低者為準）的票價優惠；12至64歲合資格殘疾人士使用「殘疾人士身份」個人八達通（包括「樂悠咭」），以及60至64歲香港居民使用「樂悠咭」繳付車資，均可享有每程$2.0或全費（以較低者為準）的票價優惠。 - 65歲或以上長者如使用長者或一般個人八達通繳付車資，則只可享有半價優惠；12至64歲合資格殘疾人士如不使用「殘疾人士身份」個人八達通，以及60至64歲人士如不使用「樂悠咭」繳付車資，必須繳付全費。 - 乘客可以現金或八達通於上車時付款，不設找續。 - 每位成人乘客可免費攜帶最多兩名4歲以下而不佔座位的兒童乘客乘車，超額之4歲以下小童必須繳付小童車費乘車。 - 持有「九巴月票」之乘客在車票有效期內，每日可享最多10程任何九龍巴士及龍運巴士路線（包括本路線，以及聯營路線的九龍巴士／龍運巴士提供的班次；惟乘搭機場「A」及「NA」線則可享原價二七折優惠（不會計算每天10次合資格車程））；而B1線則每日可享最多各2程（不會計算每天10次合資格車程）。 - 九龍巴士、城巴、龍運巴士及陽光巴士全職員工及家屬（不包括外判職員）可免費乘搭本路線，惟必須拍職員或職員家屬八達通。 - 乘客亦可透過多元化電子支付系統（e度嘟）繳付車資，包括使用非接觸式VISA卡、JCB卡、萬事達卡、銀聯卡、美國運通、大來國際、Discover Card、Apple Pay、Google Pay、Samsung Pay、AlipayHK「易乘碼」、支付寶、WeChatHK／微信支付「搭車碼」、銀聯雲閃付「乘車碼」及BOC Pay「乘車碼」。乘客使用此付款方式，使用此支付方式的乘客可享有中途下車之分段收費，以及與其他九巴／龍運獨營路線或聯營線九巴／龍運班次之轉乘優惠，惟不適用於與非九巴／龍運路線之轉乘優惠，亦不能享有「公共交通費用補貼計劃」及「長者及合資格殘疾人士公共交通票價優惠計劃」。 |